# 比利亚斯武埃纳斯德加塔
比利亚斯武埃纳斯德加塔，是西班牙埃斯特雷马杜拉卡塞雷斯省的一个市镇。总面积47平方公里，总人口509人（2001年），人口密度11人/平方公里。